# توكومكاري
توكومكاري (نيومكسيكو) (بالإنجليزية: Tucumcari, New Mexico)‏ هي مدينة تقع في الولايات المتحدة في مقاطعة كواي، نيومكسيكو. يقدر عدد سكانها بـ 5,989 نسمة ومساحتها 19.6 كم2 وترتفع عن سطح البحر 1,247 متر.

## التركيبة السكانية
حدّد مكتب تعداد الولايات المتحدة بيانات التركيبة السكانية لتوكومكاري في تعداد الولايات المتحدة. في ما يلي، التركيبة السكانية حسب تعدادي 2000 و2010.

### تعداد عام 2000
بلغ عدد سكان توكومكاري 5,989 نسمة بحسب تعداد عام 2000، وبلغ عدد الأسر 2,489 أسرة وعدد العائلات 1,608 عائلة مقيمة في المدينة. في حين سجلت الكثافة السكانية 243.2 نسمة لكل كيلومتر مربع (629.9/ميل2). وبلغ عدد الوحدات السكنية 3,065 وحدة بمتوسط كثافة قدره 124.4 لكل كيلومتر مربع (322.2/ميل2).
وتوزع التركيب العرقي للمدينة بنسبة 75.87% من البيض و1.29% من الأمريكيين الأفارقة و1.39% من الأمريكيين الأصليين و1.20% من الأمريكيين ذوي الأصول الآسيوية و0.22% من سكان جزر المحيط الهادئ و17.10% من الأعراق الأخرى و2.94% من عرقين مختلطين أو أكثر و51.41% من الهسبانيون أو اللاتينيون من أي عرق.
بلغ عدد الأسر 2,489 أسرة كانت نسبة 33.4% منها لديها أطفال تحت سن الثامنة عشر تعيش معهم، وبلغت نسبة الأزواج القاطنين مع بعضهم البعض 45.4% من أصل المجموع الكلي للأسر، ونسبة 15.3% من الأسر كان لديها معيلات من الإناث دون وجود شريك، بينما كانت نسبة 3.9% من الأسر لديها معيلون من الذكور دون وجود شريكة وكانت نسبة 35.4% من غير العائلات. تألفت نسبة 31.7% من أصل جميع الأسر من عدة أفراد يعيشون في نفس المنزل ونسبة 14.7% كانت تتألف من شخص يعيش بمفرده يبلغ من العمر 65 عاماً أو أكثر. وبلغ متوسط حجم الأسرة المعيشية 2.35، أما متوسط حجم العائلات فبلغ 2.93.
بلغ العمر الوسطي للسكان 39.4 عاماً. وكانت نسبة 25.8% من القاطنين تحت سن الثامنة عشر، وكانت نسبة 7.3% بين الثامنة عشر والرابعة والعشرين عاماً، ونسبة 23.4% كانت واقعةً في الفئة العمرية ما بين الخامسة والعشرين والرابعة والأربعين عاماً، ونسبة 24.5% كانت ما بين الخامسة والأربعين والرابعة والستين، ونسبة 16.4% كانت ضمن فئة الخامسة والستين عاماً فما فوق. يوجد لكل 100 أنثى 90.1 ذكر، ويوجد لكل 100 أنثى في الثامنة عشر من عمرها فما فوق 85.8 ذكر.
بلغ متوسط دخل الأسرة في المدينة 22,560 دولارًا، أما متوسط دخل العائلة فبلغ 27,468 دولارًا. وكان متوسط دخل الذكور 25,342 دولارًا مقابل 18,568 دولارًا للإناث. وسجل دخل الفرد الخاص بالمدينة 14,786 دولارًا. وكانت نسبة 19.1% من العائلات ونسبة 24.8% من السكان تحت خط الفقر، وكان من هؤلاء نسبة 30.7% تحت سن الثامنة عشر ونسبة 16.7% في الخامسة والستين من العمر وما فوق.

### تعداد عام 2010
بلغ عدد سكان توكومكاري 5,363 نسمة بحسب تعداد عام 2010، وبلغ عدد الأسر 2,410 أسرة وعدد العائلات 1,388 عائلة مقيمة في المدينة. في حين سجلت الكثافة السكانية 217.7 نسمة لكل كيلومتر مربع (563.8/ميل2). وبلغ عدد الوحدات السكنية 2,999 وحدة بمتوسط كثافة قدره 121.8 لكل كيلومتر مربع (315.5/ميل2).
وتوزع التركيب العرقي للمدينة بنسبة 81.35% من البيض و1.72% من الأمريكيين الأفارقة و1.25% من الأمريكيين الأصليين و1.25% من الأمريكيين ذوي الأصول الآسيوية و0.07% من سكان جزر المحيط الهادئ و10.18% من الأعراق الأخرى و4.18% من عرقين مختلطين أو أكثر و57.39% من الهسبانيون أو اللاتينيون من أي عرق.
بلغ عدد الأسر 2,410 أسرة كانت نسبة 28.6% منها لديها أطفال تحت سن الثامنة عشر تعيش معهم، وبلغت نسبة الأزواج القاطنين مع بعضهم البعض 34.9% من أصل المجموع الكلي للأسر، ونسبة 16.8% من الأسر كان لديها معيلات من الإناث دون وجود شريك، بينما كانت نسبة 5.9% من الأسر لديها معيلون من الذكور دون وجود شريكة وكانت نسبة 42.4% من غير العائلات. تألفت نسبة 37.6% من أصل جميع الأسر من عدة أفراد يعيشون في نفس المنزل ونسبة 16.2% كانت تتألف من شخص يعيش بمفرده يبلغ من العمر 65 عاماً أو أكثر. وبلغ متوسط حجم الأسرة المعيشية 2.22، أما متوسط حجم العائلات فبلغ 2.89.
بلغ العمر الوسطي للسكان 41.3 عاماً. وكانت نسبة 24% من القاطنين تحت سن الثامنة عشر، وكانت نسبة 8% بين الثامنة عشر والرابعة والعشرين عاماً، ونسبة 22.3% كانت واقعةً في الفئة العمرية ما بين الخامسة والعشرين والرابعة والأربعين عاماً، ونسبة 27% كانت ما بين الخامسة والأربعين والرابعة والستين، ونسبة 18.7% كانت ضمن فئة الخامسة والستين عاماً فما فوق. وتوزع التركيب الجنسي للسكان بنسبة 47.9% ذكور و52.1% إناث.

## أعلام
- جون إل. كان جونيور
- أيفي باركر
- بول برينغار
- داني فيلانويفا